# Lista das vozes dos animais

Um pombo arrulhando.

Esta é uma lista parcial das vozes dos animais no idioma  português. A maioria destas palavras pode ser usada como verbo ou substantivo, e boa parte delas é de origem onomatopeica.

## Lista parcial
- Abelha – zumbir, zunzunar
- Águia – gritapo
- Boi – mugir
- Burro – zurrar
- Cabra – berrar
- Cão – cainhar, cuincar, esganiçar, ganir, ganizar, ladrar, laidrar, latir, roncar, rosnar, uivar, ulular
- Cavalo  – relinchar
- Cobra – sibilar
- Cordeiro – balir
- Coruja - crocitar,piar
- Corvo – crocitar, grasnar, crás (crás-crás)
- Cuco – cucar
- Elefante - barrir, bramir
- Galinha – cacarejar
- Galo – cantar
- Gato – miar, ronronar
- Grilo – cantar, chilrear, trinar
- Grou – grulhar
- Hiena – ulular, chorar
- Inseto – zumbir
- Leão – rugir, urrar
- Lobo – uivar, ulular
- Macaco – guinchar
- Marreco – grasnar, grasnir, grassitar
- Mocho  – piar
- Ovelha - balir, balar, barregar, berregar, borregar [4]
- Papagaio – palrar
- Pássaro – chilrear, gorjear, cantar
- Pato – grasnar
- Peru – grugulejar
- Pombo – arrulhar[2]
- Porco, javali – grunhir, roncar
- Rato - guinchar, chiar
- Sapo – coaxar
- Tigre – roncar, rugir
- Urso – bramir